# Daphné D'Heur
Daphné D'Heur est une comédienne, metteuse en scène, autrice-compositrice-interprète belge née en décembre 1977 à Bruxelles.

## Biographie

### Formation
Daphné D'Heur effectue ses études secondaires entre 1992 et 1997 à l'Athénée Charles Janssens, à Ixelles, en Belgique dans une section Humanités Musicales – Art Dramatique. Elle rentre en 1997 au Conservatoire royal de Bruxelles dans la section Déclamation, mais interrompt son cursus pour suivre des études en histoire de la philosophie à l'Université Libre de Bruxelles entre 1997 et 1999, avant d'être admise à l'INSAS en section interprétation dramatique d'où elle sort diplômée en 2002.

### Carrière
Daphné D'Heur monte sur scène avant même la fin de ses études, sous la direction de metteurs en scènes belges comme Dominique Serron ou Georges Siatidis puis intègre dès la fin de ses études plusieurs créations de Michel Dezoteux. Elle collabore ensuite régulièrement avec d'autres metteurs en scène tels que Christine Delmotte-Weber, Georges Lini ou Jasmina Douieb. Elle conduit en parallèle une carrière musicale sous le nom de scène Daphné D et publie en 2010 un premier EP intitulé 100% magenta. Elle enseigne à l'INSAS, au Conservatoire royal de Mons puis au Conservatoire royal de Bruxelles, où elle dispense des cours de formation vocale et d'art dramatique. Elle crée également plusieurs mises en scènes dans des théâtres de premier plan en Communauté française de Belgique, notamment au Théâtre des Martyrs, au Théâtre royal du Parc et au Théâtre Le Public.

## Théâtre

### Comédienne
- 1996 : L'Homme atlantique de Marguerite Duras, mise en scène d'Annette Brodkom
- 1997 : L'Enfant de la haute mer de Jules Supervielle mise en scène d'Annette Brodkom
- 1998 : Vaudeville ou Une terrible envie d'en rire, d'après Chat en poche de Georges Feydeau mise en scène de Dominique Serron et Georges Siatidis
- 2002 : Un noir, une blanche de Slimane Benaïssa… mise en scène de Michel Dezoteux
- 2004 : L'Avare de Molière mise en scène de Michel Dezoteux
- 2004 : Richard III de William Shakespeare mise en scène de Michel Dezoteux
- 2005 : Youpi (opérette), mise en scène de Charlie Degotte
- 2005 : La Tête en bas d’après le roman de Noëlle Chatelet, mise en scène de Daphné D’Heur
- 2006 : Révolution de Stanislas Cotton, mise en scène de Jasmina Douieb
- 2007 : Modèles vivants, de Régis Duqué, mise en scène de Régis Duqué et Guillaume Istace
- 2007 : Strange Fruit, mise en scène de Michel Dezoteux
- 2015 : Carmen, la véritable histoire d'après Prosper Mérimée mise en scène de Dominique Serron[6]
- 2015 : Un conte d'hiver d'après William Shakespeare mise en scène de Georges Lini
- 2015 : Monsieur Optimiste d'après Alain Berenboom mise en scène de Christine Delmotte-Weber[7]
- 2013 : Le Cid de Pierre Corneille mise en scène de Dominique Serron
- 2014 : Cabaret d'après John Van Druten mise en scène de Michel Kacenelenbogen
- 2016 : Nous sommes les petites filles des sorcières que vous n'avez pas pu brûler ! écriture et mise en scène de Christine Delmotte-Weber[8]
- 2018 : In H-Moll, mise en scène d'Ingrid von Wantoch Rekowski
- 2018 : Ce qui arriva quand Nora quitta son mari d’Elfriede Jelinek mise en scène de Christine Delmotte-Weber[9]
- 2019 : Les Atrides d'après Eschyle mise en scène de Georges Lini
- 2019 : Mère Courage et ses enfants d'après Bertolt Brecht mise en scène de Christine Delmotte-Weber[10],[11]
- 2019 : Le Livre de la jungle de Rudyard Kipling mise en scène de Thierry Debroux et Daphné D'Heur

### Metteuse en scène
- 2006 : Juliette toute seule de Florence Klein, co-mis en scène avec Laurent Capelluto[12]
- 2015 : Pop-corn de Pietro Pizzuti[13]
- 2017 : Je suis un poids plume de Stéphanie Blanchoud, au Théâtre des Martyrs[14]
- 2018 : Le Livre de la jungle d'après Rudyard Kipling, co-mis en scène avec Thierry Debroux au Théâtre royal du Parc[15]
- 2019 : Le Chevalier d'Éon de Thierry Debroux, au Théâtre royal du Parc[16]

## Discographie
- 2010 : 100% Magenta (EP)

## Distinctions
- Prix de l’Union des Artistes - Section « Art Dramatique » en 2002.
- Prix du théâtre meilleur spectacle jeune compagnie « La tête en bas » en 2004.
- Nomination au « Best OF Kiosque » catégorie « meilleure comédienne » pour le rôle de Lady Anne dans Richard III de Shakespeare mis en scène par Michel Dezoteux en 2004.
- 1re lauréate à la Biennale de la chanson française, prix du public, Prix de la Sabam, prix du studio Climaxe en 2006[17].